# Пчелинцев, Алексей Алексеевич
Алексей Алексеевич Пчелинцев (р. 18 апреля 1991) — казахстанский прыгун на лыжах с трамплина.

## Биография
Участник нескольких этапов Кубка ФИС. На кубке мира дебютировал в Тауплице в январе 2012 года. Позже участвовал в этапах в Закопане, Виллингене, Оберстдорфе и Клингентале, но пока так и преодолел квалификационный барьер. Также принял участие в полётном ЧМ-2012 в норвежском Викерсунде, но в основные соревнования не попал.
Участвовал в зимней олимпиаде 2014 года в Сочи, где оказался 46-м на нормальном трамплине с результатом 89,9 м.